# Vingros (växt)
Vingros (Rosa sericea) är en rosväxtart som beskrevs av John Lindley. Vingros ingår i släktet rosor, och familjen rosväxter. Inga underarter finns listade i Catalogue of Life.

## Bildgalleri

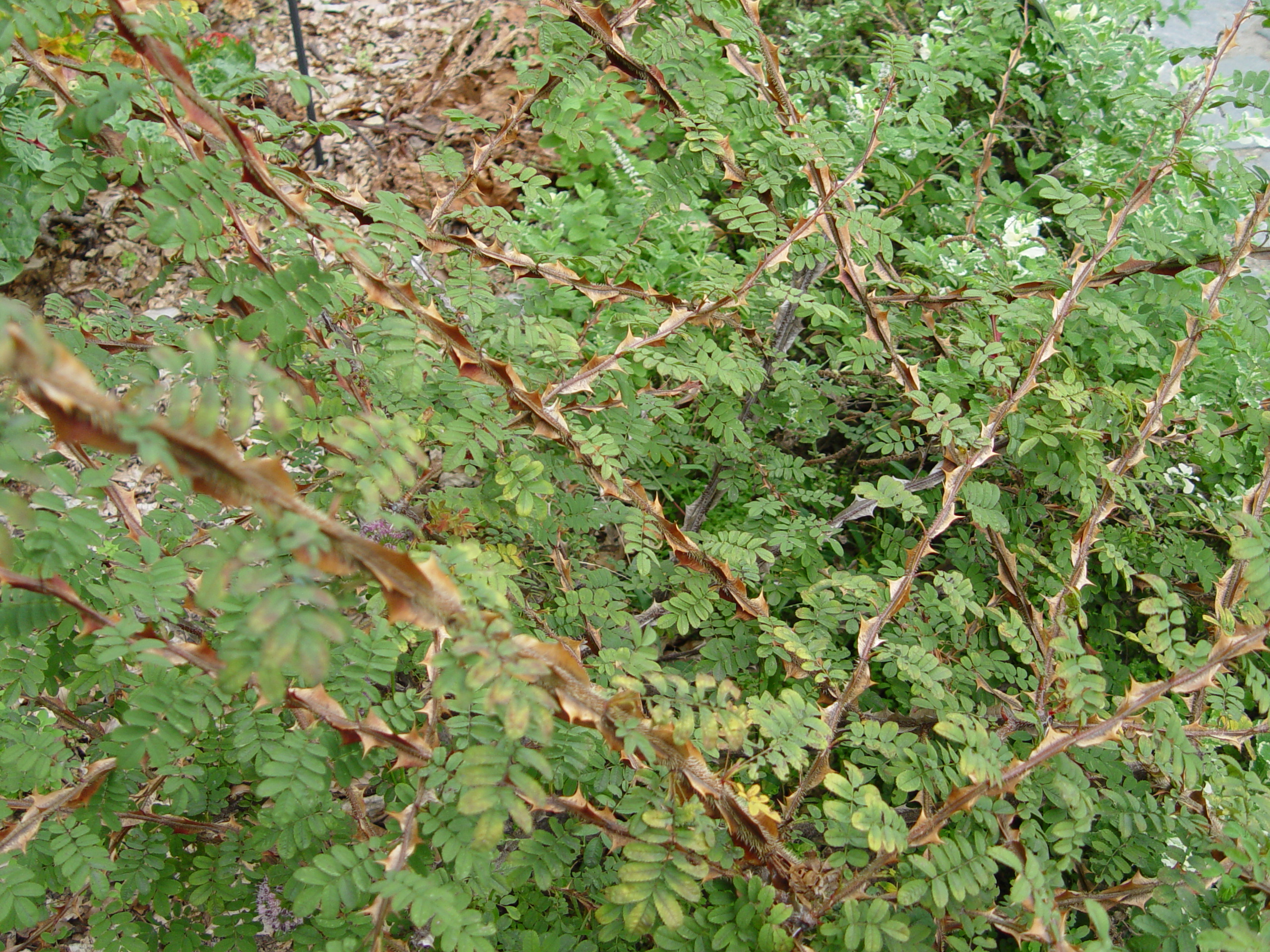
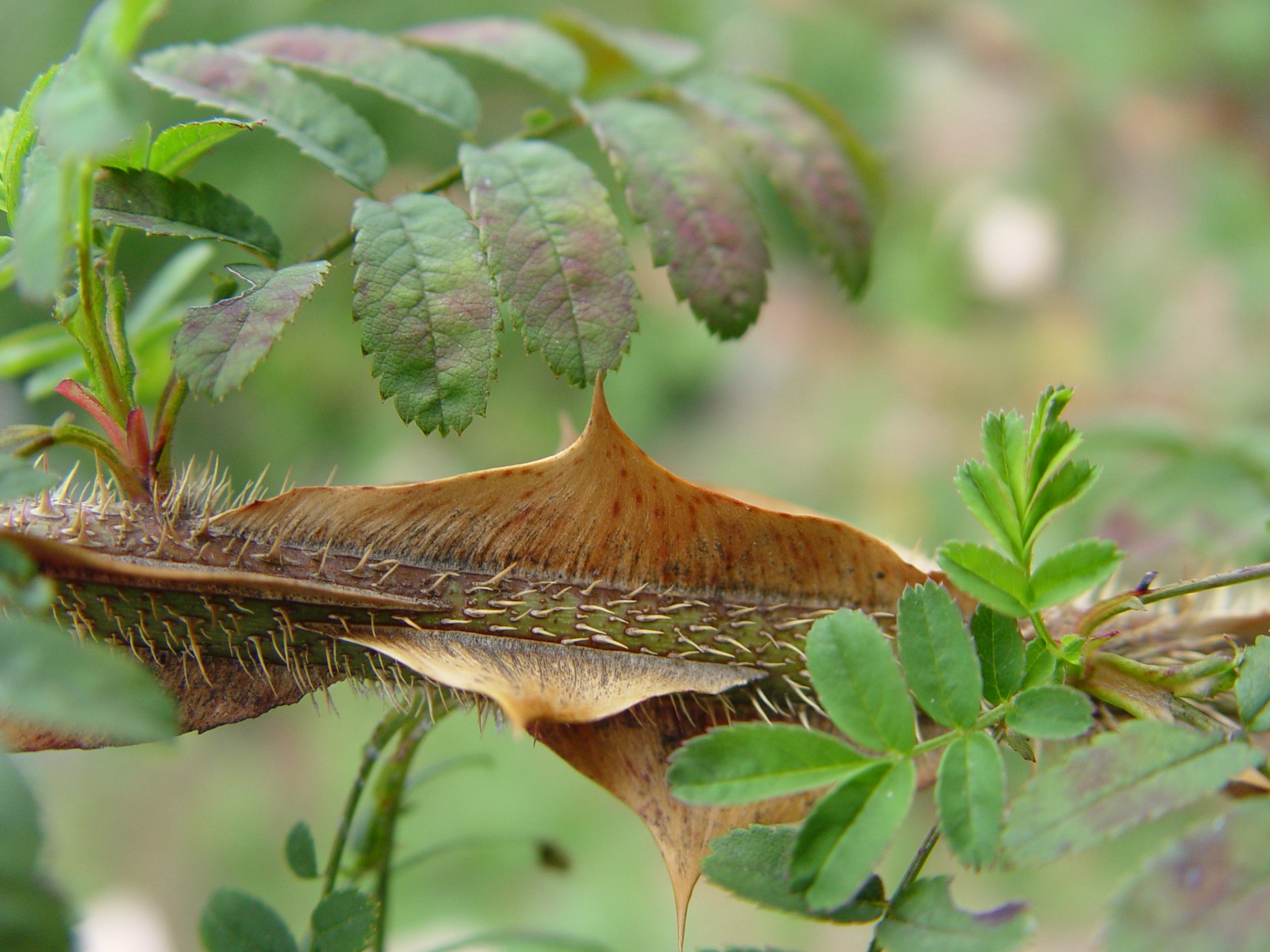